# Takashi Taguchi
Takashi Taguchi (jap. 田口 昂 Taguchi Takashi; ur. 18 maja 1942 w Tokio, zm. 16 sierpnia 2016 tamże) – japoński seiyū i aktor dubbingowy. Pracował dla Production Baobab.

## Filmografia

### Anime
- Hutch Miodowe Serce 1970
- Pinokio 1972
- Wojna planet – stary mężczyzna, 1974
- Casshan 1974
- Sinbad 1975
- Time Bokan (odc. 3) 1976
- Fantastyczny świat Paula – Człowiek Pszczoła, 1976
- Gatchaman II – kapitan, 1978
- Ashita no Joe – Harimao, 1980
- Magical Princess Minky Momo 1982
- Starzan – Ebi ten senobi, 1984
- Persia, the Magic Fairy 1984
- Anmitsu Hime 1986
- Robotan 1986
- Yawara! 1989
- Tajemniczy opiekun – Hādi, 1990
- YuYu Hakusho – Onjii 1992
- Kidō Butōden G Gundam – burmistrz, clown, 1994
- Shin Kidōsenki Gundam Wing – profesor H, 1995
- Cowboy Bebop – Man Ryū, 1999
- Witch Hunter Robin – 2002
- Mobile Suit Gundam Seed – 2002
- Cheeky Angel – 2002
- Gun Sword – Carlos, 2005
- Angel Heart 2006
- Code Geass
- Atashin’chi – 2007
- Pokémon – ojciec Tarō (odc. 34)
- Podniebna poczta Kiki
- City Hunter 2 – Moran (odc. 32)
- City Hunter 3 – Butler (odc. 10-11)
- City Hunter: The Motion Picture – Gen

### OVA
- Armored Trooper Votoms: Big Battle – Technician B
- Armored Trooper Votoms: Phantom Arc – Matchmaker (odc. 1)
- Armored Trooper Votoms: The Heretic Saint – Rato
- Bewitching Nozomi – Yamazaki-kaichou
- Mobile Suit Gundam 0083: Stardust Memory – Gaily
- Mobile Suit Gundam Wing: Endless Waltz – Professor H
- Legend of the Galactic Heroes – Klappf